# Filip Grgić
Filip Grgić (Zagabria, 25 ottobre 1989) è un taekwondoka croato.

## Palmarès

### Mondiali di taekwondo
- Oro a Campionati mondiali di taekwondo 2007

### Europei di taekwondo
- Argento a Campionati europei di taekwondo 2010
- Argento a Campionati europei di taekwondo 2012
- Argento a Campionati europei di taekwondo 2015